# Banfi Vintners
Banfi Vintners, транскрипция «банфи винтнерс» (в переводе с англ. — «виноделы банфи») — компания, занимающаяся производством и дистрибуцией вина. Основана итальянцем  Джоном Ф. Мариани старшим в 1919 году. В настоящее время принадлежит его потомкам. Компания является крупнейшим импортером напитка в США. Известна мировым ценителям в основном благодаря винам брунелло ди монтальчино.

## История
Штаб-квартира расположена на Лонг-Айленде в Нью-Йорке. Джон Мариани старший основал здесь компанию за год до Сухого закона. Назвал он ее в честь своей тети Теодолинды Банфи, главы домашнего хозяйства Папы Пия XI. С ней он прожил большую часть своего детства. Первые 13 лет Джон импортировал в страну итальянские деликатесы. Сразу после отмены запрета на реализацию алкогольной продукции Мариани заключил соглашения с рядом итальянских компаний об импорте вина. Крупная алкогольная экспансия в эту страну началась в 1969 году, когда Banfi Vintners стала поставлять Riunite Lambrusco. В течение 26 лет это вино было самым продаваемым из ввозимых в США. Успех был развит после крупных контрактов на поставку чилийского вина. В 2011 году компания приобрела Pacific Rim Winemakers, которая владела виноградниками в Вашингтоне и Орегоне. Кроме «массовых» вин на американский рынок поставляются и премиальные, например, Poggio all’Oro Brunello di Montalcino Riserva.
Одним из поворотных моментов в истории компании стала покупка 700 гектар земли в районе Монтальчино в семидесятые года двадцатого века. Через два года после приобретения вино в этом регионе получило категорию DOCG — высшую в табели о рангах итальянского виноделия. Компания пригласила комиссию из 20 ученых из Бордо, Пизы и Милана для изучения особенностей терруара и определения оптимальных сортов винограда для посадки. На тот момент в мире было зарегистрировано 650 клонов санджовезе. На первом этапе цифра была уменьшена до 150. В течение 20 лет команда изучала их на 29 видах почв хозяйства. Было отобрано 15 оптимальных клонов, каждый из которых необходим для определенных целей. На сегодняшний день во всей Италии зарегистрировано 45 клонов этого сорта винограда, треть из которых принадлежит Banfi Vintners.
В двадцать первом веке виноградники в Монтальчино, расположенные рядом с замком Банфи, являются основным производственным активом компании. Они тринадцать раз удостаивались премии «Виноградник года в Италии». На территории замка расположен отель. Также компания владеет двумя виноградниками в Пьемонте.

## Деятельность компании
В год производится более 17 миллионов бутылок вина, которые продаются в 86 странах мира. Две трети прибыли компании дают доходы от продажи напитка в Америке. В 2014 году в ней работало 500 человек, из которых 150 базировались в США.
Компания применяла нестандартные методы производства и дистрибуции в виноделии. Например, для рядовых линеек вина используются облегченные бутылки, которые позволяют сэкономить 6 500 тонн материала на производстве каждого миллиона емкостей. Благодаря специально разработанной системе орошения виноградники компании потребляют на 80 % меньше воды, чем другие хозяйства. В лабораториях компании ведется активная селективная работа. Есть собственная запатентованная система подвязки. Также виноградники Банфи имеют один из самых высоких индексов соотношения посадок винограда с лесопосадками.
Руководит компанией Кристина Мариани.